# Niaz Murshed
Niaz Murshed (bengalisch নিয়াজ মোরশেদ; * 13. Mai 1966 in Dhaka) ist ein Schachmeister aus Bangladesch.
Die bangladeschische Meisterschaft konnte er fünfmal gewinnen: 1979–1982 und 2012. Er spielte für Bangladesch bei acht Schacholympiaden: 1984, 1990, 1994–1996, 2002 sowie 2012 bis 2016. Außerdem nahm er fünf Mal an den asiatischen Mannschaftsmeisterschaften (1979, 1983, 1991, 2009, 2016) teil. 
Beim asiatischen Zonenturnier in Schardscha (1981) wurde er Zweiter.
Im Jahr 1982 wurde er Internationaler Meister, seit 1987 trägt er den Titel Großmeister und war damit der erste Großmeister in Bangladesch. Seine bisher höchste Elo-Zahl war 2525 im Juli 1993.
| Hier fehlt eine Grafik, die leider im Moment aus technischen Gründen nicht angezeigt werden kann. Wir arbeiten daran! |